# Miguel Rossetto
Pour les articles homonymes, voir Rossetto.
Miguel Rossetto, né le 4 mai 1960 à São Leopoldo (Brésil), est un homme politique et syndicaliste brésilien.